# Andreea Munteanu (Turnerin, 1988)
Aura Andreea Munteanu (* 20. September 1988 in Constanța) ist eine ehemalige rumänische Kunstturnerin.
Sie begann im Alter von sechs Jahren mit dem Turnen beim CSS1-CS Farul Constanța. 2003 wurde sie Rumänische Meisterin im Mehrkampf.
Ihr größter Erfolg gelang ihr bei den Turn-Weltmeisterschaften 2003. In Anaheim (USA) gewann Munteanu mit der rumänischen Turnriege mit Oana Ban, Alexandra Eremia, Florica Leonida, Cătălina Ponor und Monica Roșu hinter den USA die Silbermedaille. Außerdem erreichte sie im Bodenturnen das Finale und wurde Vierte.
2004 wurde Munteanu Rumänische-Vize-Meisterin. Sie gehörte auch zum Kader für die Olympischen Spiele 2004 in Athen. Kurz vor den Spielen wurde sie allerdings wegen einer Verletzung aus dem Kader gestrichen und durch Silvia Stroescu ersetzt.